# Coussarea procumbens
Coussarea procumbens är en måreväxtart som först beskrevs av Vell., och fick sitt nu gällande namn av Johannes Müller Argoviensis. Coussarea procumbens ingår i släktet Coussarea och familjen måreväxter. Inga underarter finns listade i Catalogue of Life.